# Batalha de Cambrai (1917)
A Batalha de Cambrai ou, na sua forma portuguesa, de Cambraia (20 de Novembro – 7 de Dezembro de 1917) foi uma campanha britânica da Primeira Guerra Mundial. Cambrai, no Nord département (Nord-Pas-de-Calais), era um local de abastecimento essencial para a Siegfried Stellung (uma posição alemã parte da Linha Hindenburg), e a proximidade do cume de Bourlon seria uma excelente conquista a partir da qual os britânicos poderiam ameaçar a retaguarda da linha alemã a norte. A operação iria incluir uma acção experimental de artilharia. O Major-General Tudor, Comandante da Real Artilharia da 9.ª Divisão Escocesa, sugeriu a utilização de novas técnicas de artilharia e infantaria neste sector da frente. Durante os preparativos, J. F. C. Fuller, oficial do Royal Tank Corps (RTC), procurava um local para utilizar tanques como unidade de ataque. O General Julian Byng, comandante do 3.º Exército Britânico, decidiu incorporá-los no grupo de ataque.
Esta batalha, é por vezes, apontada como a primeira a usar os tanques em massa em conjunto com outros ramos das forças armadas. Contudo, os franceses já tinham utilizado estes veículos em Abril (mais de 130), Maio (48) e Outubro (92) de 1917, e os britânicos mais de 200 na Flandres em Junho e Julho. Apesar do sucesso inicial do tanque Mark IV em Cambrai, a artilharia e a infantaria de defesa alemãs, revelaram as fragilidades dos blindados, e os veículos acabaram por ir ficando inoperacionais depois do primeiro dia. A batalha foi, essencialmente, um combate entre artilharia e infantaria que causou surpresa e superioridade técnica contra fortes fortificações, mas fraca artilharia e infantaria alemãs, que foram rapidamente. O ataque britânico demonstrou que a Linha Hindenburg podia ser ultrapassada e mostrou  o valor dos novos métodos de artilharia e infantaria, como a detecção das forças inimigas pela análise do som dos disparos e tácticas de infiltração, que mais tarde teriam um papel vital durante a Ofensiva dos Cem Dias.
A percepção popular que esta tinha sido uma batalha com tanques foi, em grande parte, o resultado de várias descrições feitas por historiadores influentes como Basil Liddell Hart e Fuller. Liddell Hart, cuja situação como correspondente militar dos jornais Daily Telegraph e The Times (1925–1939) lhe deu uma grande influência junto do público, era um crítico de Douglas Haig e tentou usar esta batalha para indicar que tinha havido a utilização de uma "nova" forma de doutrina. Vários estudos actuais rejeitaram as suas versões dos acontecimentos, e preferiram uma aproximação à História Oficial Britânica.

## Prelúdio

### Plano Britânico
O plano britânico foi idealizado por Henry Hugh Tudor, comandante da artilharia da 9.ª Divisão de Infantaria Escocesa. Em Agosto de 1917, concebeu a ideia de um ataque surpresa com o IV Corpo no sector que esta unidade ocupava. Tudor sugeriu um primeiro ataque com artilharia e infantaria, apoiado por um pequeno número de tanques, para controlar  a ruptura da Linha Hindenburg alemã. As defesas alemãs estavam bem estabelecidas; Cambrai, como região tranquila que tinha sido, permitiu que os alemães aí fortificassem as suas linhas à vontade, e os britânicos sabiam desta situação. O plano de previa testar novos métodos combinando técnicas de artilharia e infantaria, e verificando quão eficazes eram contra as fortes fortificações alemãs. Tudor defendia a utilização da nova forma de calcular a distância do inimigo pelo som dos seus disparo por forma a atingir surpresa nos seus ataques. Tudor também requeria a utilização de tanques para destruir e ultrapassar as defesas de arame farpado, ao mesmo tempo que apoiava aquela força com a espoleta Nº 106, concebido para explodir munições altamente explosivas que não abrissem grandes crateras no terreno.

## A batalha

### Ataque britânico
A batalha começou ao amanhecer, por volta das 6h, do dia 20 de Novembro, com o fogo de barragem, cuidadosamente preparado, de 1 003 peças de artilharia sobre as defesas alemãs, seguido do lançamento de fumo e de mais fogo de barragem a 270 m para cobrir os primeiros avanços. Apesar dos esforços para guardar segredo, os alemães tinham informação suficiente para estar com um nível de alerta moderado: tinham previsto o ataque a Havrincourt, tal como a utilização de tanques.
A força atacante era composta por seis divisões de infantaria do III Corpo britânico (liderado pelo Tenente-General Pulteney), no flanco direito, e o IV Corpo britânico (comandado pelo Tenente-General Woollcombe), no lado esquerdo, apoiados por nove batalhões do Corpo de Tanques com cerca de 437 tanques. De reserva estava uma divisão de infantaria no IV Corpo, e três divisões  do Corpo de Cavalaria (sob o comando do Tenente-General Kavanagh).

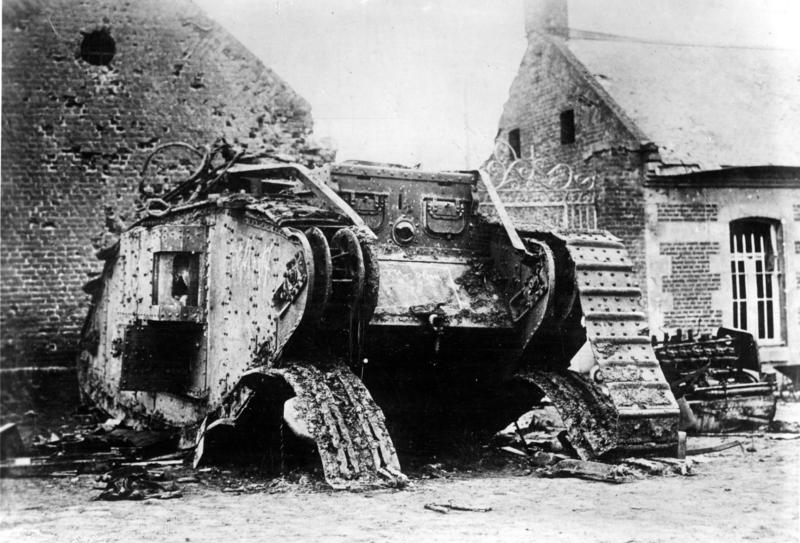
Tanque britânico destruído, 29 de Novembro de 1917.

De início, o sucesso foi considerável na maioria das áreas e aparentava que uma vitória britânica estava ao seu alcance; a Linha Hindenburg foi quebrada com avanços até 8 km. Do lado direito, a 12.ª Divisão britânica de leste avançou até à floresta de Lateau antes de ser dada ordem de cavar trincheiras. A 20.ª Divisão Ligeira forçou um caminho até La Vacquerie, prosseguindo até uma ponte sobre o Canal de Saint-Quentin, em Masnières. A ponte ruiu sob o peso dos tanques que a atravessaram, bloqueando aí o avanço. Ao centro, estava a 6.ª Divisão britânica que capturou Ribécourt e Marcoing, mas, quando a cavalaria avançou mais tarde, receberam forte oposição e saíram de Noyelles.
Na frente do IV Corpo, a 51.ª Divisão das Terras Altas, ficou num impasse em Flesquières, o seu primeiro objectivo, levando a que as divisões atacantes, em cada flanco, ficassem expostas ao fogo inimigo. A excessiva distância entre os tanques e a artilharia, contribuíram para o falhanço. Flesquières era também uma das posições mais fortes na linha alemã, e era flanqueada por outras posições, igualmente fortes. Os seus defensores, sob o comando do Major Krebs, também absolveram-se bem contra os tanques, quase quarenta ser nocauteado pela artilharia de Flesquières. Alguns relatos referem que cinco terão sido destruídos por um único oficial de artilharia, Theodor Krüger do Batterie Feld Artillerie Regiment 108. O despacho do Marechal-de-Campo, Haig louvou a bravura do artilheiro, no seu diário. Não existem muitos indícios para os actos de Krüger, embora seja possível que ele tenha sido responsável pela destruição de nove tanques. Dos 28 tanques perdidos no ataque, eles terão sido deixados fora de combate devido à artilharia alemã e a vários incidentes. É possível que Haig tenha exagerado no seu relato para encobrir o falhanço da cooperação entre algumas forças e a infantaria, pois ele tinha dado ordens para o ataque sem apoio à infantaria. De futuro, acabou por concluir que as escaramuças da infantaria eram necessárias para que as equipas de artilharia pudessem avançar e permitir que os tanques operassem. A explicação habitual do "mítico" oficial alemão ignorava o facto de os tanques britânicos estarem de frente para a 54.ª Divisão alemã, um das poucas divisões com treino especializado em tácticas antitanque e com experiência contra os tanques franceses na Ofensiva Nivelle. Apesar disto, os alemães foram forçados a abandonar Flesquières durante a noite.
A oeste de Flesquières, a 62.ª Divisão britânica avançaram através de Havrincourt e Graincourt até à floresta de Bourlon e, do lado esquerdo britânico, a 36.ª Divisão alcançou a estrada de Bapaume-Cambrai road.
Dos tanques, 180 ficaram fora de acção depois do primeiro dia, embora apenas 65 tenham ficado destruídos. Das outras baixas, 71 tiveram problemas mecânicos e 43 ficaram atolados. Os britânicos tiveram cerca de 4 000 baixas e fizeram 4 200 prisioneiros, uma taxa de baixas metade daquela sofrida na Batalha de Passchendaele, e um avanço muito considerável em seis horas face aos três meses da sua presença naquele sector.
Os britânicos não conseguiram chegar ao cume Bourlon. O comando alemão enviou reforços de um dia para o outro e beneficiou do facto de os britânicos não terem conseguido explorar as suas anteriores conquistas. Quando a batalha recomeçou no dia 21, o avanço britânico tornou-se mais lento. Flesquières, que já tinha sido abandonada, e Cantaing, foram capturadas logo pela manhã mas, de um modo geral, os britânicos preferiram consolidar as suas posições ao invés de se expandirem. Os esforços do III Corpo foram oficialmente interrompidos e a atenção passou agora para o IV Corpo.
O esforço concentrou-se no cume de Bourlon. O combate foi duro neste sector e em Anneux, em particular. Os contra-ataques alemães esmagaram os britânicos em Moeuvres, no dia 21, e em Fontaine, a 22. Mesmo quando Anneux foi conquistada, a 62.ª Divisão sentiu-se incapaz de entrar nos bosques de Bourlon. Os britânicos ficaram expostos num saliente. Haig continuava a querer controlar o cume de Bourlon, e a  exausta 62.ª Divisão foi substituída pela 40.ª Divisão, comandada por John Ponsonby, no dia 23. Apoiada por quase 100 tanques e 430 canhões, a 40.ª Divisão atacou na floresta do cume de Bourlon, na manhã de 23. O progresso foi pequeno. Os alemães tinham duas divisões de Gruppe Arras no cume, com outras duas de reserva. A 40.ª Divisão britânica alcançou o topo do cume mas foi bloqueada sofrendo 4 000 baixas em três dias.
As tropas britânicas foram forçadas a avançar para lá da floresta mas as reservas britânicas foram rapidamente esgotadas e os reforços alemães estavam a chegar. O último esforço dos britânicos deu-se no dia 27 pela 62.ª Divisão com a ajuda de 30 tanques. O sucesso inicial foi depressa anulado pela contra-ofensiva alemã. Agora, os britânicos controlavam um saliente de cerca de 11 km por 9,5 km com a sua frente ao longo do topo do cume. No dia 28, a ofensiva parou e as forças britânicas receberam ordens de instalar arame farpado e escavar trincheiras. Os alemães, por seu lado, foram rápidos a concentrar a sua artilharia nas novas posições britânicas.

### Contra-ataque alemão

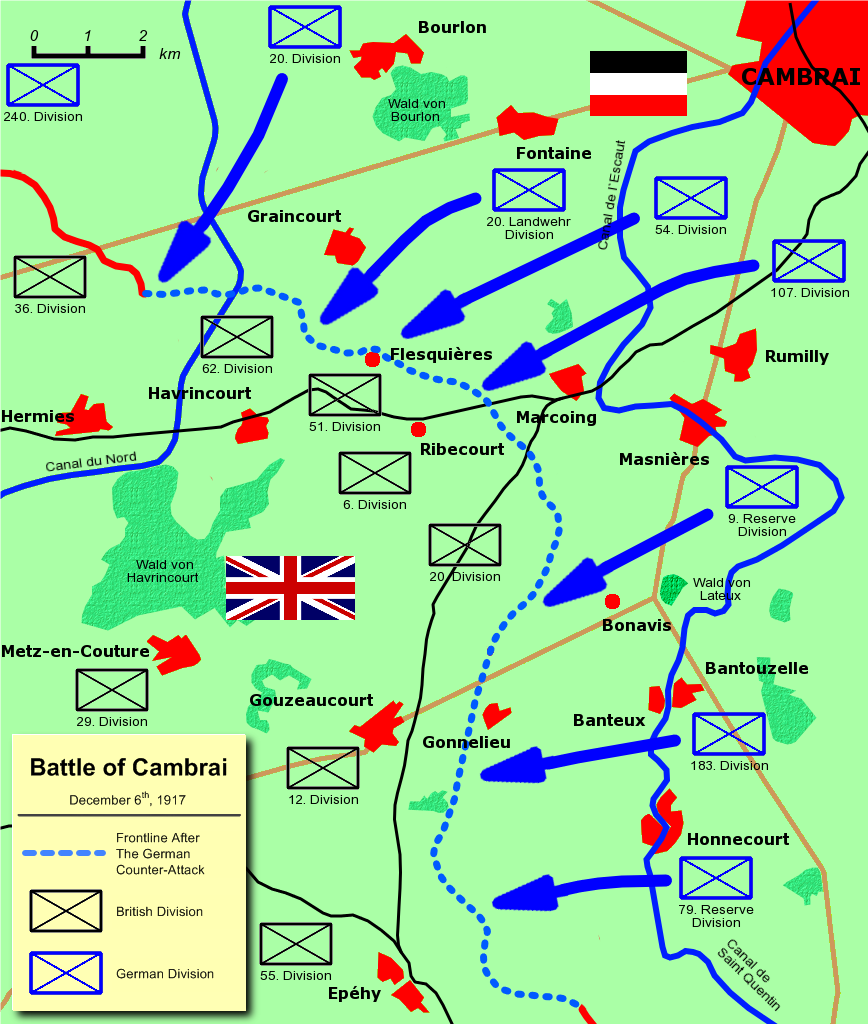
Contra-ataque alemão.

Quando os britânicos tomaram o cume, os alemães reforçaram a área. No dia 23, o comando alemão sentiu que um ataque em força dos britânicos não iria ocorrer e pensou numa contra-ofensiva. Vinte divisões foram mobilizadas para a área de Cambrai. Os alemães queriam tomar, de novo, o saliente de Bourlon e atacar a zona próxima de Havrincourt, enquanto seriam efectuados ataques para ocupar as tropas do IV Corpo; era esperado, pelo menos, chegar até às antigas posições na Linha Hindenburg. Os alemães pretendiam pôr em prática novas tácticas de bombardeamento rápido e intenso seguido de um assalto rápido utilizando as tácticas de infiltração de Oskar von Hutier, atacando com grupos e não em grandes ondas e ultrapassando a forte oposição. Para o ataque inicial a Bourlon foram escolhidas três divisões de Gruppe Arras lideradas por Otto von Moser. No flanco leste do saliente dos britânicos, o Gruppe Caudry atacava a partir de Bantouzelle até Rumilly, e continuava até Marcoing. O Gruppe Busigny avançava de Banteux. Estes dois grupos tinham sete divisões de infantaria.
O tenente-general Thomas D'Oyly Snow, comandante do VII Corpo britânico, a sul da área ameaçada, alertou sobre as preparações do III Corpo alemão.

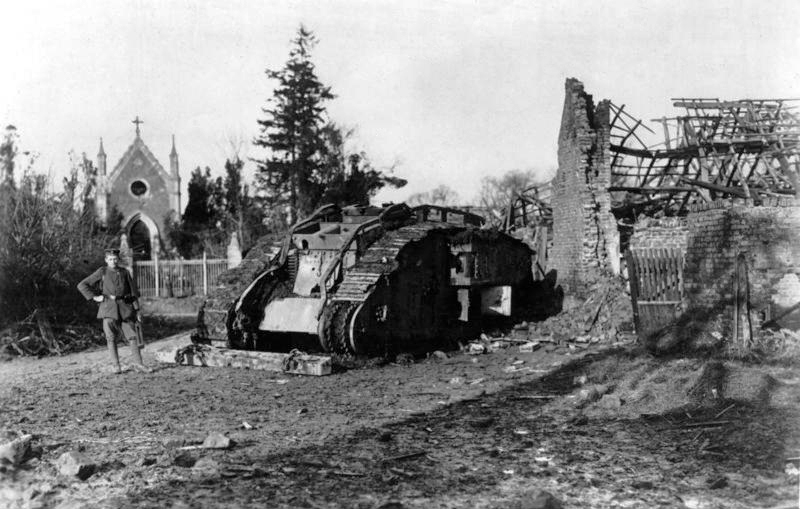
Tanque britânico capturado em Cambrai.

O ataque alemão começou às 7h00 do dia 30 de Novembro; quase de seguida, a maioria das divisões do III Corpo já estavam em combate. O avanço da infantaria alemã foi, inesperadamente, rápido. Os comandantes das 29.ª e 12.ª Divisões escaparam por pouco a serem capturados; o brigadeiro-general Vincent teve que combater para sair do seu quartel-general após o que juntou alguns homens de unidades que recuavam para tentar parar os alemães. A sul, o avanço alemão estendeu-se por 13 km e ficou a poucos quilómetros da importante vila de Metz e da sua via de ligação para Bourlon.
Em Bourlon, os homens liderados por Moser encontraram uma forte resistência. Os britânicos tinham mobilizado oito divisões para apoio ao ataque ao cume e os alemães acabaram por sofrer pesadas baixas. Apesar disto, os alemães conseguiram fechar a sua defesa e os combates foram duros. As unidades britânicas mostraram determinação; um grupo de oito metralhadoras britânicas disparou mais de 70 000 balas no seu esforço parar o avanço alemão.
A concentração de esforços por parte dos britânicos para controlar o cume foi impressionante mas permitia o avanço alemão noutro local. Apenas os contra-ataques da Divisão de Guardas, a chegada de tanques britânicos e o anoitecer permitiram que a linha permanecesse controlada. No dia seguinte, a força do avanço alemão decresceu, mas a pressão a 3 de Dezembro levou os alemães a capturar La Vacquerie e a forçar uma retirada britânica do canal de Saint-Quentin. Os alemães tinham chegado a uma linha curva desde o cume em Quentin até perto de Marcoing. A sua captura do cume de Bonvais fragilizou o controlo que os britânicos tinham sobre Bourlon.

## Depois da batalha

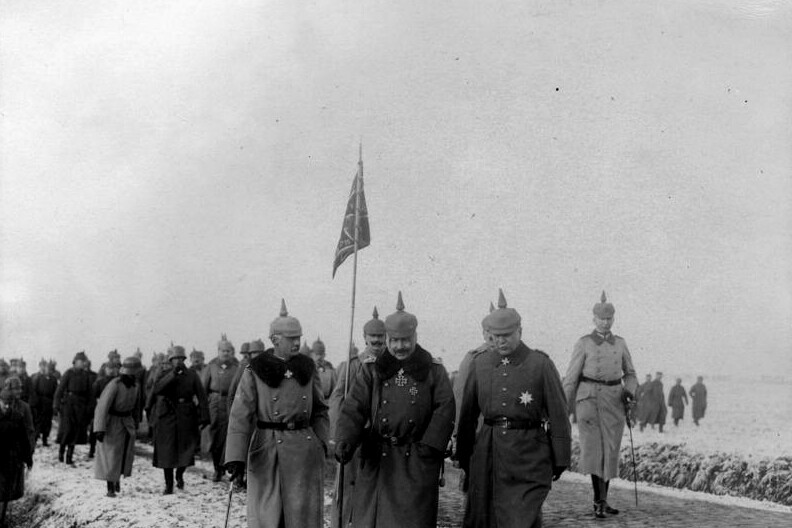
Marwitz (à direita) e o Kaiser a caminho de uma visita às tropas perto de Cambrai em Dezembro de 1917.

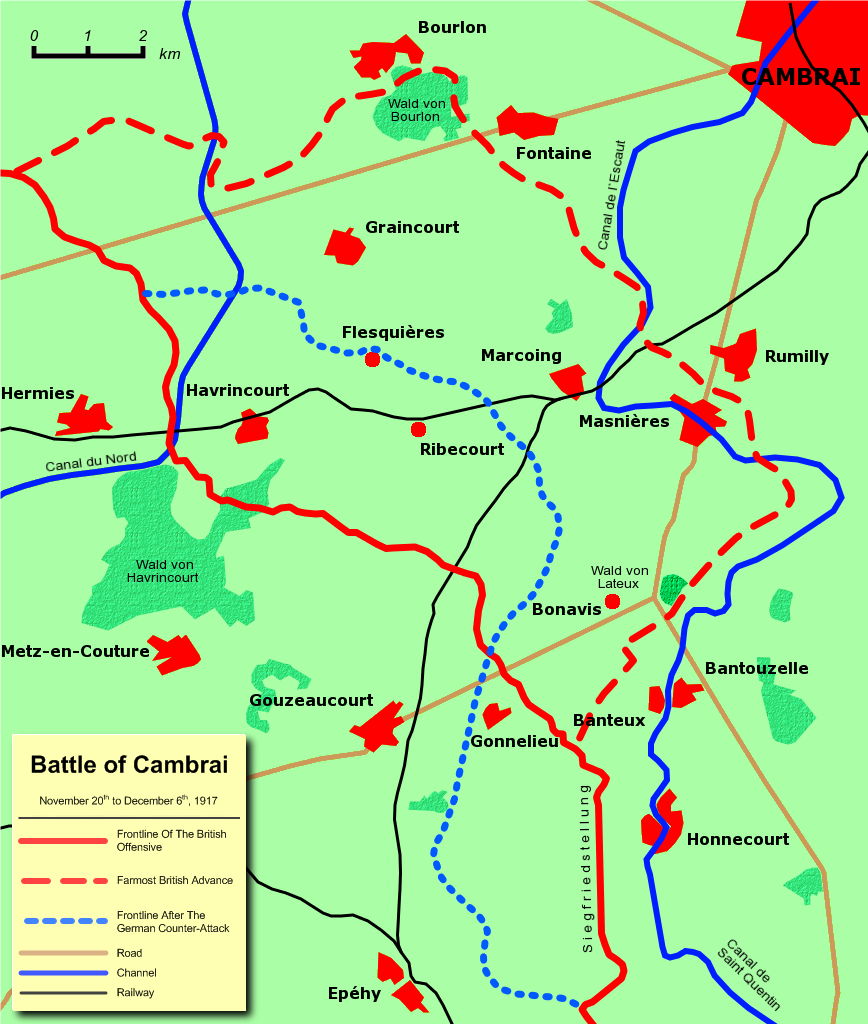
As linhas da frente antes e depois da batalha.

A 3 de Dezembro, Haig deu ordem de retirada do saliente e, a 7 de Dezembro, as posições conquistadas pelos britânicos foram abandonadas à excepção de uma área da Linha Hindenburg em redor de Havrincourt, Ribécourt e Flesquières. Os alemães tinham trocado esta região por terras a sul do cume Welsh.
As baixas situaram-se em cerca de 45 000 para cada lado, com 11 000 prisioneiros alemães e 9 000 britânicos. Em termos de área controlada, os alemães recuperaram a maior parte das suas perdas e ainda ganharam um pouco mais, embora, no geral, tenham perdido terreno. A batalha mostrou aos britânicos que até as trincheiras mais fortes podiam ser derrubadas por um ataque surpresa combinando artilharia e infantaria usando os métodos e equipamentos mais recentes, com um ataque de tanques em massa; também os alemães ficaram a saber da eficácia das tácticas dos Stosstruppen, adaptadas pelo general Hutier contra os russo. Toda esta aprendizagem foi mais tarde implementada, com sucesso, por ambos os lados. A reviravolta dos alemães após o ataque britânico aumentou o moral, mas o risco potencial de mais ataques como este significava que os alemães tinham que alocar recursos para a defesa contra os tanques e outro armamento.
"Onde o terreno for propício à movimentação de tanques, ataques surpresa como estes serão esperados. Se for esse o caso, então não pode haver mais menção a frentes sossegadas." (Príncipe Ruperto da Baviera)